# Philemon argenticeps
El filemón coronado (Philemon argenticeps) es una especie de ave paseriforme de la familia Meliphagidae endémica de Australia.

## Distribución

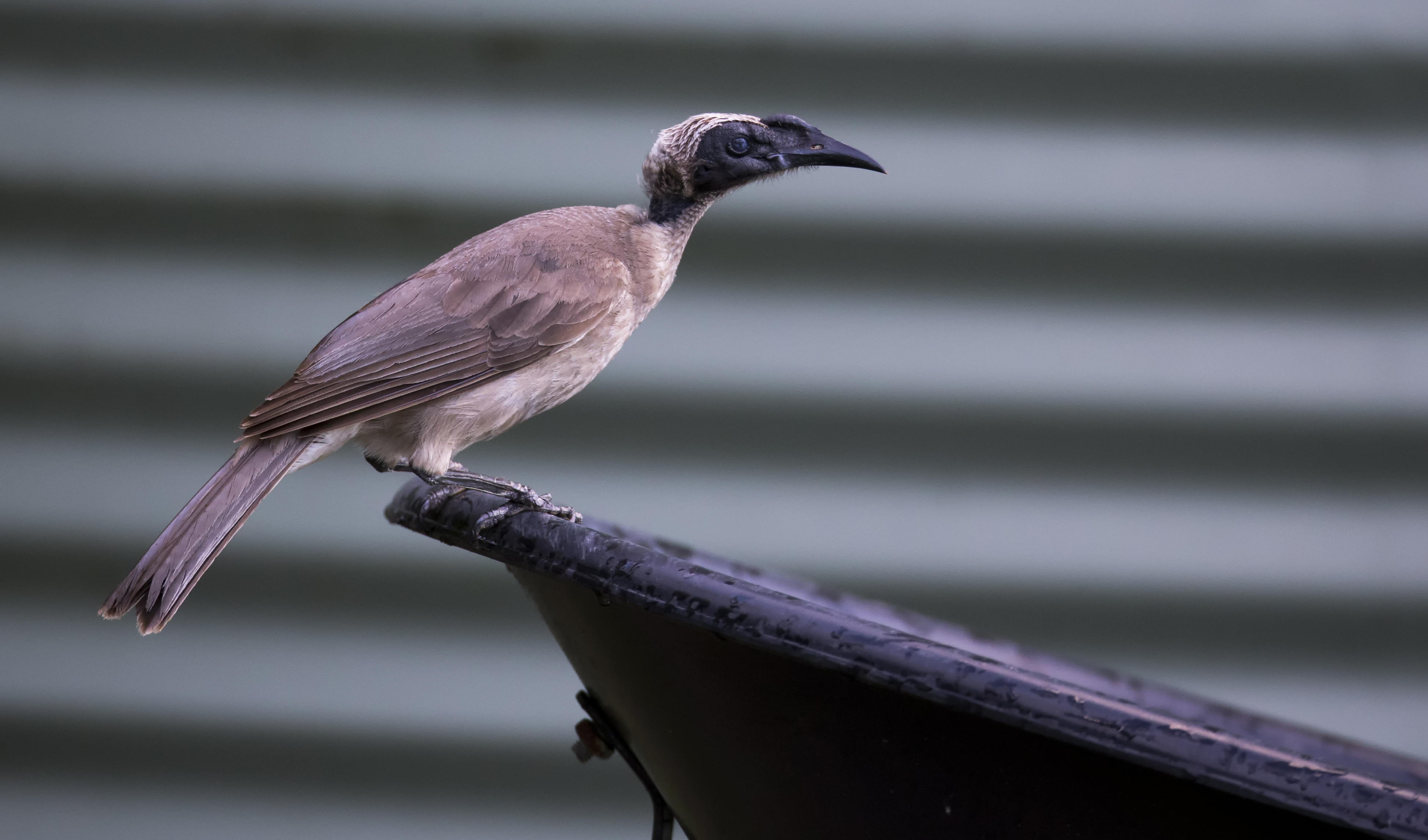
Ejemplar en Karratha.

Es endémica del norte de Australia, desde Broome en el norte de Australia Occidental, a través del norte del Territorio del Norte, hasta la península del Cabo York en Queensland.

## Subespecies
Se reconocen dos subespecies:
- P. a. argenticeps (Gould, 1840) – en el norte de Australia;
- P. a. kempi Mathews, 1912 en la península del Cabo York.